# Prinsens resa
Prinsens resa (franska: Le Voyage du prince) är en fransk animerad film från 2019 i regi av Xavier Picard och Jean-François Laguionie.
Filmen är en indirekt uppföljare till filmen Apornas ö från 1999 av samma regissör som utspelar sig i samma universum och med prinsen som huvudperson, men med en oberoende historia.

## Handling
En gammal apa, som är en prins från andra sidan havet, sköljer upp på stranden i ett okänt land. Gamlingen upptäcks av en ung apa, Tom, och undersöks av vetenskapsmän och upptäcker gradvis en överdådig stad utrustad med teknik som i hans ögon är mycket avancerad med elektricitet och fabriker. Men han upptäcker snart gränserna för denna idealiska stad, vars invånare är övertygade om att de är enda civiliserade varelserna i världen.

## Rollista
- Enrico Di Giovanni – prinsen
- Thomas Sagols – Tom
- Gabriel Le Doze – Abervrach
- Marie-Madeleine Burguet-Le Doze – Elizabeth
- Célia Rosich – Nelly
- Catherine Lafond – Rose
- Frédéric Cerdal – Julius
- Patrick Bonnel – presidenten

### Svenska röster
- Anders Byström – prins Laurent
- Andreas Rothlin Svensson – professor Abervrach
- Leon Pålsson – Tom
- Sharon Dyall – Elisabeth
- Josefine Ekman – Nelly
- Bengt Järnblad – Julius
- Kerstin Alm – Rosa
- Joakim Jennefors – ordförande
- John Fager – akademimedlem 1
- Mikael Regenholz – akademimedlem 2
- Bengt Järnblad – akademimedlem 3
- Joakim Jennefors – äldre Akademimedlem
- Mikael Regenholz – Chanson
- Leon Pålsson – Kom
- Torsten Elo – övervakare[3]